# دهستان مرحمت‌آباد شمالی
دهستان مرحمت‌آباد شمالی یکی از دهستان‌های بخش مرکزی شهرستان چهاربرج در استان آذربایجان غربی ایران است.

## جمعیت
براساس سرشماری عمومی نفوس و مسکن در سال ۱۳۹۵، جمعیت دهستان مرحمت‌آباد شمالی برابر با ۴٬۲۹۴ نفر بوده‌است.